# Pfarrkirche Wolfurt

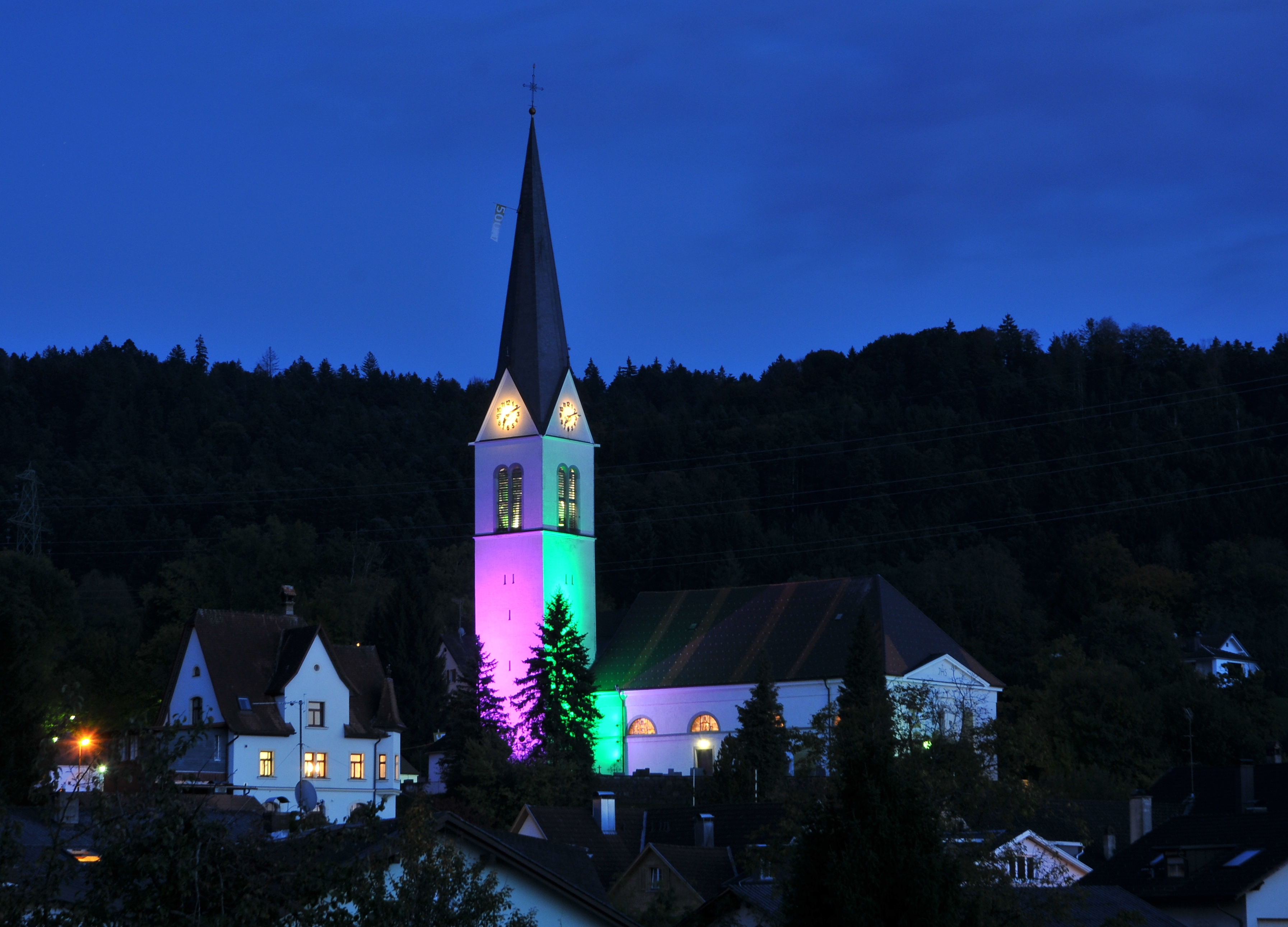
Katholische Pfarrkirche hl. Nikolaus in Wolfurt mit LED-RGB-Licht anlässlich der 500-Jahr-Feier zur Erhebung als Pfarre (2012)

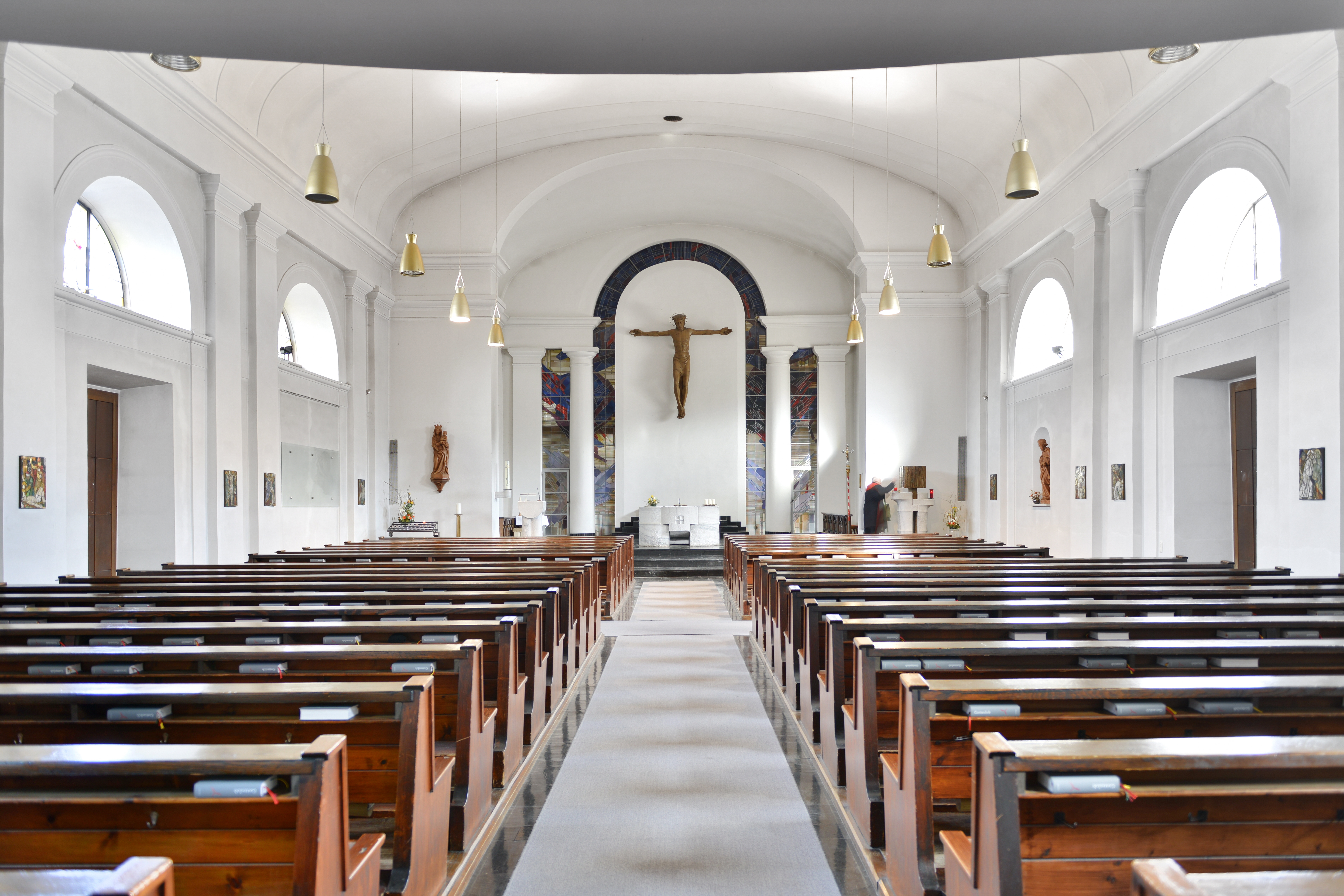
Im Langhaus zum Chor

Die römisch-katholische Pfarrkirche Wolfurt steht in der Marktgemeinde Wolfurt im Bezirk Bregenz in Vorarlberg. Die dem heiligen Nikolaus von Myra geweihte Pfarrkirche gehört zum Dekanat Bregenz der Diözese Feldkirch. Die Kirche steht unter Denkmalschutz.

## Geschichte

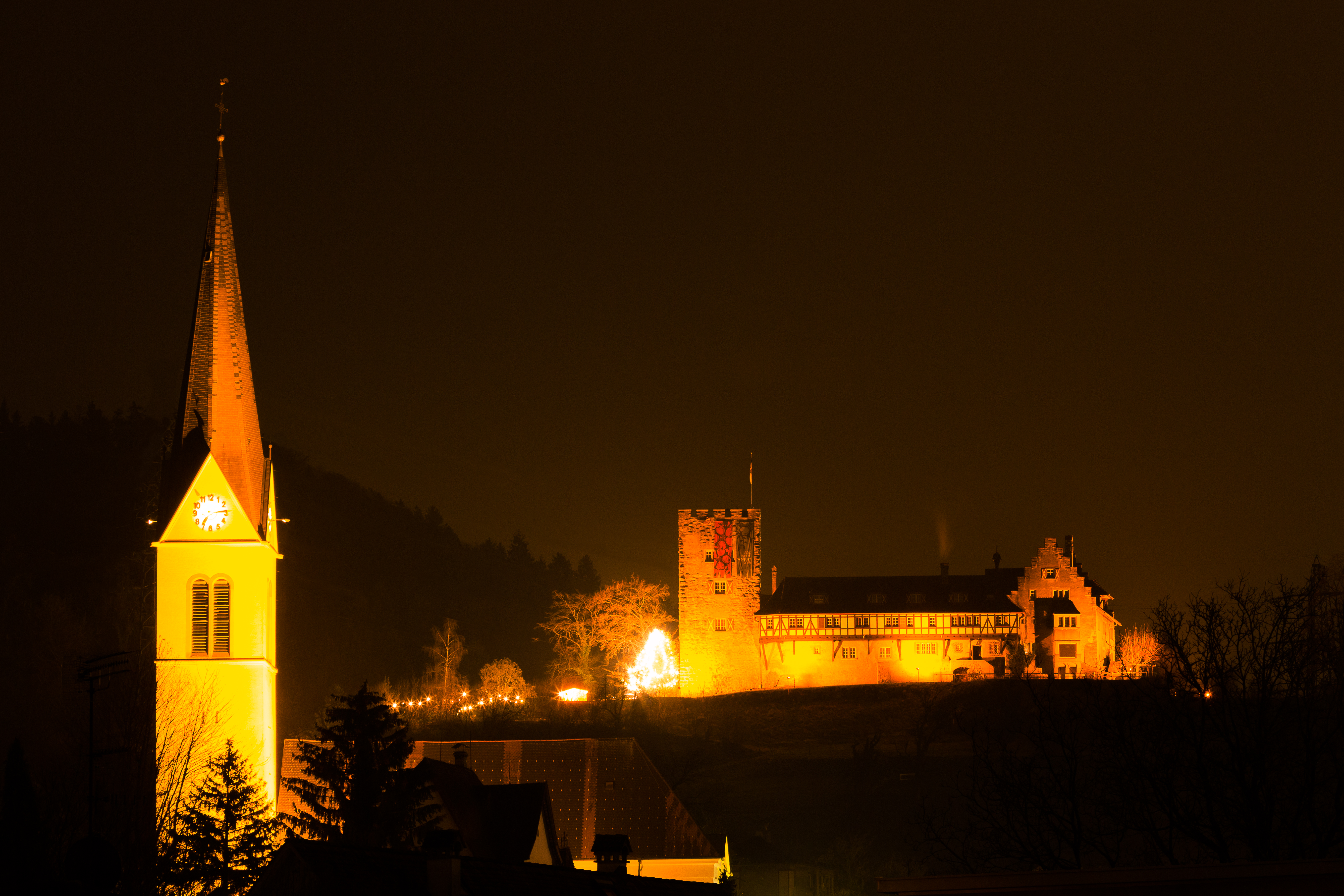
Pfarrkirche und Schloss Wolfurt in orangem Licht (Aktion orange the world – Gegen Gewalt an Frauen)

Ursprünglich eine Filiale von Bregenz wurde urkundlich anfangs eine Nikolauskapelle genannt, 1493 eine Kaplanei, und 1512 eine Pfarre. Die Kirche war ab 1226 eine Patronatskirche vom Stift Weißenau und ab 1602 vom Kloster Mehrerau. Die heutige Kirche wurde von 1833/1834 nach Plänen von Alois Negrelli (?) erbaut und 1849 geweiht. 1973 erfolgte eine Umgestaltung des Kircheninneren durch den Architekten Peter Konzett.

## Architektur
Der klassizistische Bau unter einem Walmdach mit einem niedrigeren eingezogenen Chor mit einer Rundapsis hat einen Nordturm. Das Langhaus hat eine breite Westfront mit einem Mittelrisalit, vier Pilastern und einem Dreiecksgiebel und zeigt ein umlaufendes Kämpferband und ein umlaufendes Gesims unter den Halbkreisfenstern, die flache Rundapsis hat Kreisfenster. Über dem Hauptportal ist ein Mosaik hl. Nikolaus von Leo Sebastian Hummer signiert mit LSH 52. Der Nordturm hat im Obergeschoß zwei Rundbogenschallöffnungen und trägt einen Giebelspitzhelm.
Der Saalraum mit einer Flachtonne auf einem umlaufenden Gesims auf gekoppelten Wandpilastern mit dazwischenliegenden Halbkreisfenstern hat Seiteneingänge im Norden und Süden. Die Westempore steht auf zwei Säulen und hat beidseitig einen Aufgang. Der eingezogene Chor hat ein Tonnengewölbe und einen geraden offenen Schluss mit einer Bogenstellung auf zwei Säulen und zwei Pfeilern mit einer dahinter liegenden Sakristei im flachen Bogen der Rundapsis.
Die Glasgemälde schuf 1938 die Tiroler Glasmalerei Anstalt, im Chor Nikolaus, im Langhaus Elisabeth, Theresia und Agnes links und Tarcisius, Michael und Josef rechts.

## Ausstattung
Das Kruzifix an der Altarwand schuf Sepp Baumgartner (1938). Die Glasgemälde an der Altarwand schuf Hubert Berchtold (1973). Altar, Ambo, Tabernakel, Osterleuchter schuf Herbert Albrecht (1973). Die Kreuzwegstationen aus Mosaik sind mit Anton Figel signiert.
Das ehemalige Hochaltarbild Krönung Mariens mit Künstler und Frau als Stifter und den Heiligen Gebhard, Gallus und Fidelis mit einer Ansicht von Wolfurt malte Gebhard Flatz (1873). Die Figur Maria mit Kind ist die Kopie einer gotischen Skulptur um 1470, welche sich im Vorarlberger Landesmuseum befindet.

## Orgel und Glocken

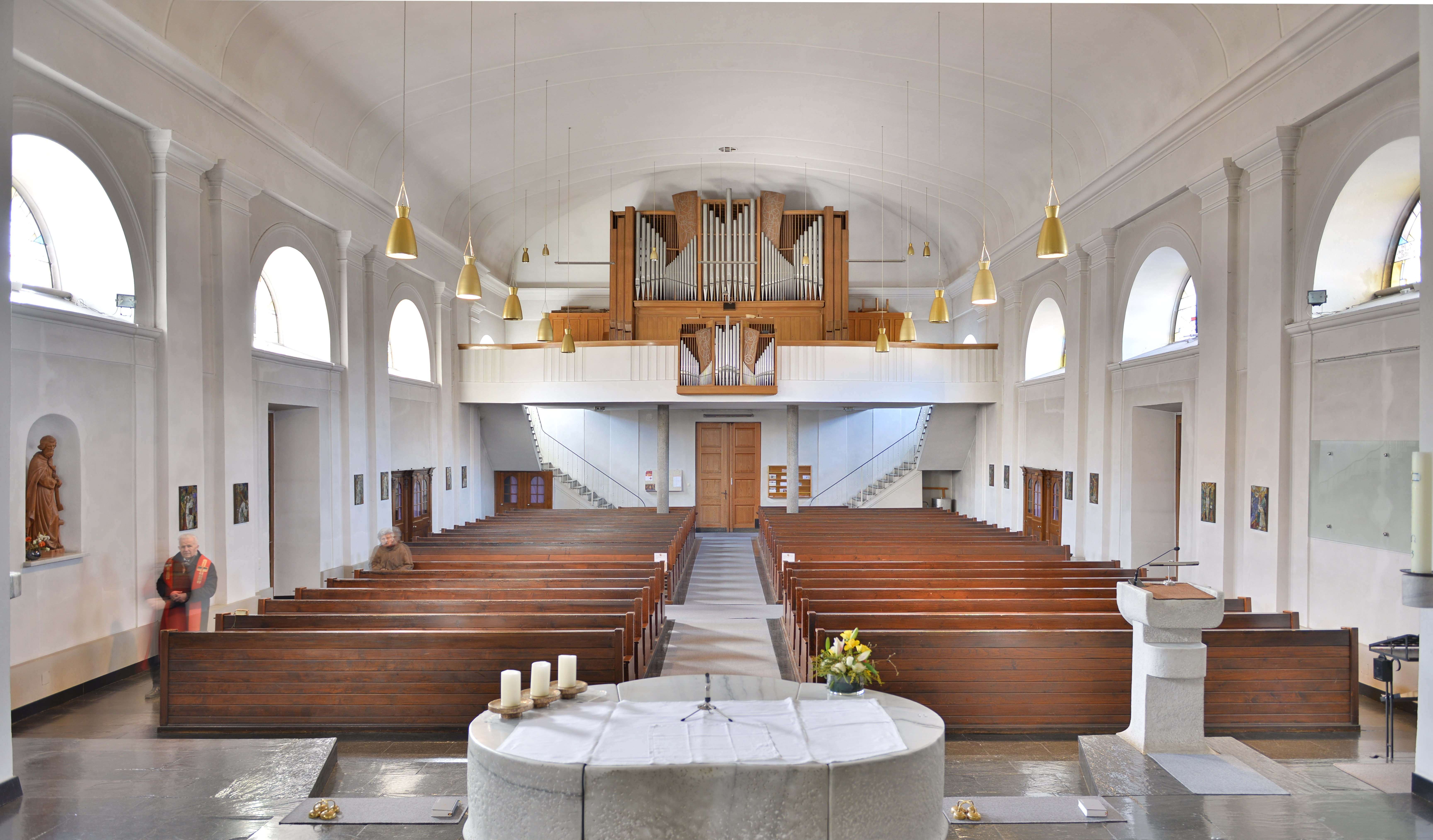
Blick zur Orgel

Die Orgel auf der Empore im hinteren Teil der Kirche baute 1962 der Orgelbauer Hubert Neumann. Sie verfügt über 27 Register auf zwei Manualen und Pedal.
Im Kirchturm hängt ein sechsstimmiges Glockengeläut. Die Stahlglocken wurden 1923 von der Gießerei Böhler aus Kapfenberg in der Stimmung B° – c' – d' – f' – g' – b' gegossen.

## Friedhof
Der Friedhof mit Arkaden hat im Osten eine Ölberggrotte mit einem geschwungenen Fassadengiebel und birgt Holzfiguren der Ölbergszene. Die Friedhofskapelle ist ein Rechteckbau mit einer Rundapsis unter einem Satteldach, die Vorhalle auf vier Säulen wurde 1981 erneuert. Im Friedhof ist ein Priestergrab mit einem Relief Salvator vom Bildhauer Gottfried Bechtold.
Das Kriegerdenkmal mit Totenleuchte und Heldenfriedhof wurde 1930 nach Plänen des Architekten Alfons Fritz im Westen in den Kirchhügel eingebaut.

## Nachweise
1. ↑  Wolfurt, organindex.de: St. Nikolaus, hier auch die Disposition
2. ↑  Wolfurt (Vorarlberg), Geläute der Pfarrkirche St. Nikolaus auf youtube.com

Koordinaten: 47° 28′ 23,2″ N, 9° 45′ 14,2″ O